# (533704) 2014 MZ69
(533704) 2014 MZ69 est un objet transneptunien faisant partie des cubewanos. 

## Caractéristiques
(533704) 2014 MZ69 mesure environ 260 km de diamètre.